# Paola Pigni-Cacchi
Paola Pigni, później Cacchi (ur. 30 grudnia 1945 w Mediolanie, zm. 11 czerwca 2021 w Rzymie) – włoska lekkoatletka, specjalizująca się w biegach średniodystansowych i długodystansowych, dwukrotna uczestniczka igrzysk olimpijskich w latach 1968 i 1972, brązowa medalistka olimpijska z 1972 z Monachium, w biegu na 1500 metrów. Sukcesy odnosiła również w biegach przełajowych.

## Finały olimpijskie
- 1972 – Monachium, bieg na 1500 m – brązowy medal

## Inne osiągnięcia
- wielokrotna rekordzistka świata: w biegach na 1500 m, 3000 m, 5000 m, 10 000 m oraz 1 milę[2]
- wielokrotna mistrzyni Włoch: 
  - w biegu na 400 m – 1965, 1967
  - w biegu na 800 m – 1965, 1966, 1967, 1968, 1969, 1973
  - w biegu na 1500 m – 1970, 1972, 1974, 1975
  - w biegu na 3000 m – 1974,
  - w biegach przełajowych (na długim dystansie) – 1967, 1968, 1969, 1970, 1973, 1974[3]
- 1969 – Ateny, mistrzostwa Europy – brązowy medal w biegu na 1500 m
- 1971 – Izmir, igrzyska śródziemnomorskie – srebro na 1500 m[4]
- 1973 – Waregem, mistrzostwa świata w biegach przełajowych – złoty medal (indywidualnie)
- 1974 – Monza, mistrzostwa świata w biegach przełajowych – dwa medale: złoty (indywidualnie) oraz srebrny (drużynowo)[5]
- 1974 – Rzym, mistrzostwa Europy – 5. miejsce w biegu na 3000 m
- 1975 – Algier, igrzyska śródziemnomorskie – dwa złote medale, w biegach na 800 m i 1500 m[4]

## Rekordy życiowe
- bieg na 400 metrów – 54,2 (1966)
- bieg na 800 metrów – 2:01,95 (1975)
- bieg na 1500 metrów – 4:02,85 (1972)
- bieg na milę – 4:29,5 (1973)
- bieg na 3000 metrów – 8:56,6 (1973)
- bieg na 5000 metrów – 15:53,6 (1970)
- bieg na 10 000 metrów – 35:30,5 (1970)
- bieg maratoński – 3:00:47